# Maria Anna Wettyn
Maria Anna Zofia Sabina Angela Franciszka Ksawera Wettyn (ur. 29 sierpnia 1728 w Dreźnie, zm. 17 lutego 1797 w Monachium) – królewna polska i księżniczka saska.
Była córką Augusta III Sasa, króla Polski i jego żony Marii Józefy Habsburżanki. Maria Anna miała czternaścioro rodzeństwa, w tym Fryderyka Krystiana Wettyna, elektora saskiego i Marię Józefę Wettyn, delfinę Francji.
Doradca cesarzowej Rosji hrabia Bestużew naciskał, aby to Maria Anna została żoną następcy tronu Piotra, jednakże wybór Elżbiety Piotrownej ostatecznie padł na Zofię Fryderykę, księżniczkę anhalcką (przyszłą Katarzynę II).
Maria Anna wyszła za mąż za elektora Bawarii Maksymiliana III Józefa. Para nie miała dzieci. Anna Maria negocjowała z Fryderykiem II, po śmierci swojego męża w 1777 roku, niepodległość Bawarii i przejęcie sukcesji przez Wittelsbaską gałąź palatynów Zweibrücken-Birkenfeld. Więc nowym elektorem został Karol IV Teodor Wittelsbach, który nie zdobył miłości bawarczyków. Zaproponował on oddanie części Bawarii za Niderlandy Austriackie co doprowadziło do wojny prusko-austriackiej.
Maria Anna spędziła resztę życia w pałacu Fürstenried, gdzie cieszyła się wdzięcznością bawarczyków. Została pochowana w kościele teatynów w Monachium.